# صمويل هانيمان
كريستيان فريدريش صمويل هانيمان (بالألمانية: Christian Friedrich Samuel Hahnemann) ـ (10 أبريل 1755 ـ 2 يوليو 1843) هو طبيب ألماني، اشتهر بوضعه أسس نظام الطب البديل المعروف بالمعالجة المثلية.

## تاريخه
يعتبر صمويل هانيمان والد الطب التجانسي الحديث، عبر كتابه (القانون في فن الشفاء) الذي يبسط في تجاربه التي ادت عام 1796 إلى اكتشاف المفعول التجانسي لشجر (الكنكينا) المعروف بشجر الحميات. حيث ان هذه الشجرة لها مفعول مزدوج متناقض. حيث يسبب حمى(الملاريا) للانسان السليم، لكنه يشفي من الملاريا إذا يتناوله الشخص المصاب بكمية ضئيله.

## روابط خارجية
- صمويل هانيمان على موقع الموسوعة البريطانية (الإنجليزية)
- صمويل هانيمان على موقع إن إن دي بي (الإنجليزية)